# Tihaboj
Tihaboj este o localitate din comuna Litija, Slovenia, cu o populație de 95 de locuitori.